# Fausto Batignani
Fausto Batignani (2 de juliol de 1903 - 2 de novembre de 1975) fou un futbolista internacional uruguaià, medallista olímpic el 1928.

## Biografia
Batignani va jugar professionalment al Liverpool Fútbol Club de Montevideo. El 1922 va començar a jugar a la selecció de futbol de l'Uruguai, participant en un total d'11 partits i marcant 6 gols. El 1928 va aconseguir la medalla d'or als Jocs Olímpics d'estiu a Amsterdam, al costat de la selecció nacional uruguaiana.